# フェライナトンネル
フェライナトンネル（ドイツ語: Vereinatunnel）はスイスレーティッシュ鉄道（RhB: Rhätischen Bahn）のフェライナ線（Vereinalinie）にある鉄道トンネルである。全長19,042メートルで、狭軌の山岳鉄道トンネルとしては世界で最も長い。プレティガウ線（Prättigau）とエンガディン線（Engadin）を結ぶ鉄道である。

## 建設
標高2383メートルのフリュエラ峠（Flüelapass）を越える道は悪路であったため、改良された道路を建設するか、自動車を積載した列車（いわゆるカートレイン）を運行できるトンネルを建設するかがグラウビュンデン州の州民投票に掛けられ、鉄道建設が選択された。
トンネルの建設は北側からはトンネルボーリングマシンにより、南側からは古典的な発破工法によって行われた。貫通は1997年3月26日。
1999年11月19日、モリッツ・ロイエンベルガー（Moritz Leuenberger）交通大臣を迎えて開通式が行われ、その3日後に実際の運行が開始された。。

## 路線の概要
フェライナ線はクロスタース（Klosters）（1191メートル)を起点とし、ダボスとクールを結ぶレーティッシュ鉄道の幹線からツークヴァルトトンネル（Zugwaldtunnel）内で分岐して、自動車を積載する設備のあるゼルフランガ（Selfranga）（1281メートル）へ向かう。フェライナ線は単線であるが、トンネルのほぼ中央に列車の交換ができるフェライナ信号場（Kreuzungsstelle Vereina）が存在する。最高速度は100km/hで、列車はおよそ17分でトンネルを通過する。
トンネルの南端は2つに分岐している。北端から18,759メートル地点にあるザスラッチュ北信号場（Dienststation Sasslatsch Nord）から全長277メートルのザスラッチュ第2トンネル（フェライナトンネルと通算で19,036メートル）が分岐し、エンガディン線にザスラッチュ第2信号場（Dienststation Sasslatsch II）で西側のベーベル（Bever） - サメダン（Samedan） - ポントレジーナ（Pontresina）方面へ向けて接続されている。フェライナトンネル本線は自動車積載駅であるサヤインス（Sagliains）（1432メートル）で終わり、エンガディン線に東側のラヴィン（Lavin） - スコウル（Scoul） - タラスプ（Tarasp）へ向けて接続されている。

## 運行
サヤインスへ通じる本線側の線路は、1時間に片道あたり、1本から3本程度のカートレインと1本の旅客列車が運行されている。オーバーエンガディン側への支線は、需要が少ないためエンガディン・オブ・スター号（Engadin of star）以外の旅客列車には使用されていない。貨物輸送では、1日に2往復から3往復程度が運行されている。

## ギャラリー

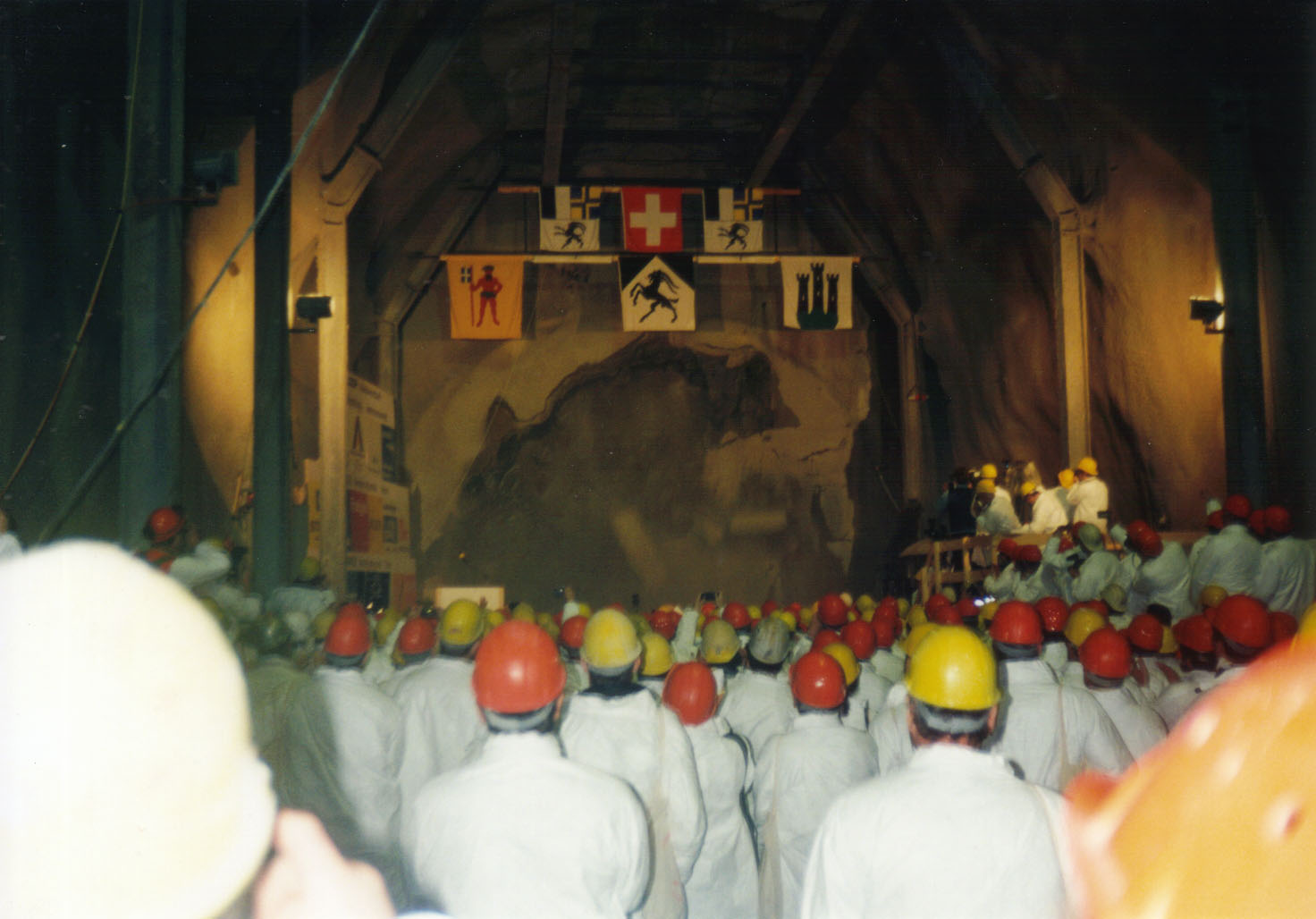
1997年3月26日のトンネル貫通式
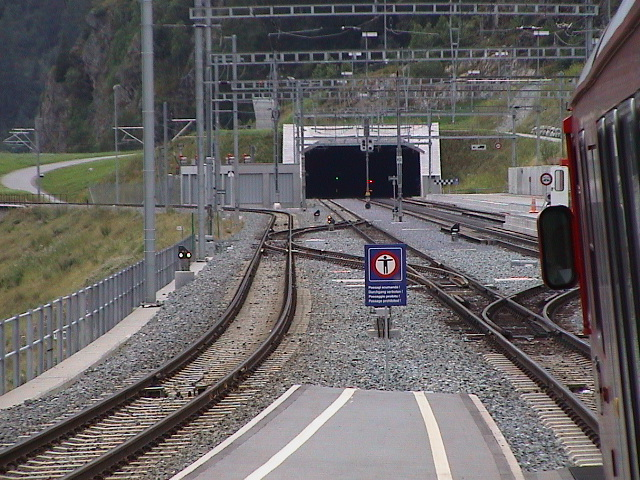
サヤインス駅から見たフェライナトンネル入口
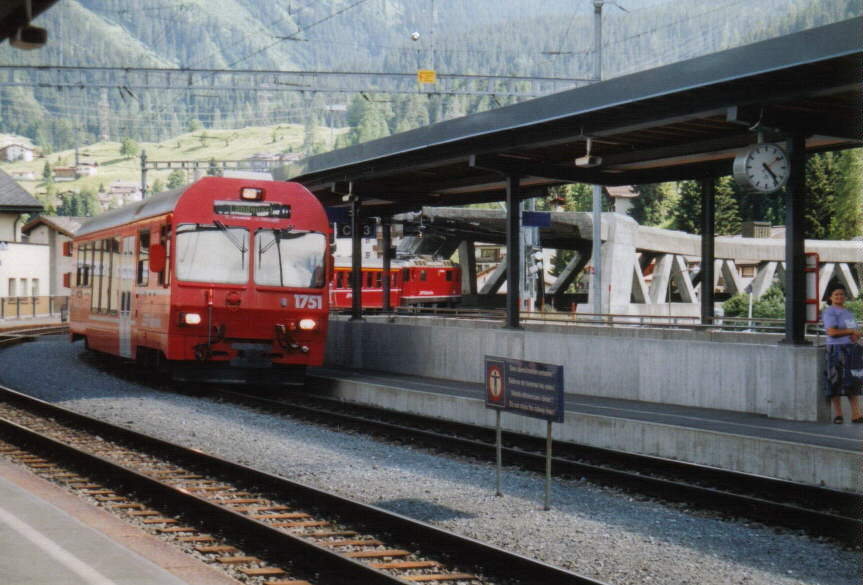
フェライナトンネル方面へのレーティッシュ鉄道の列車、クロスタース駅にて
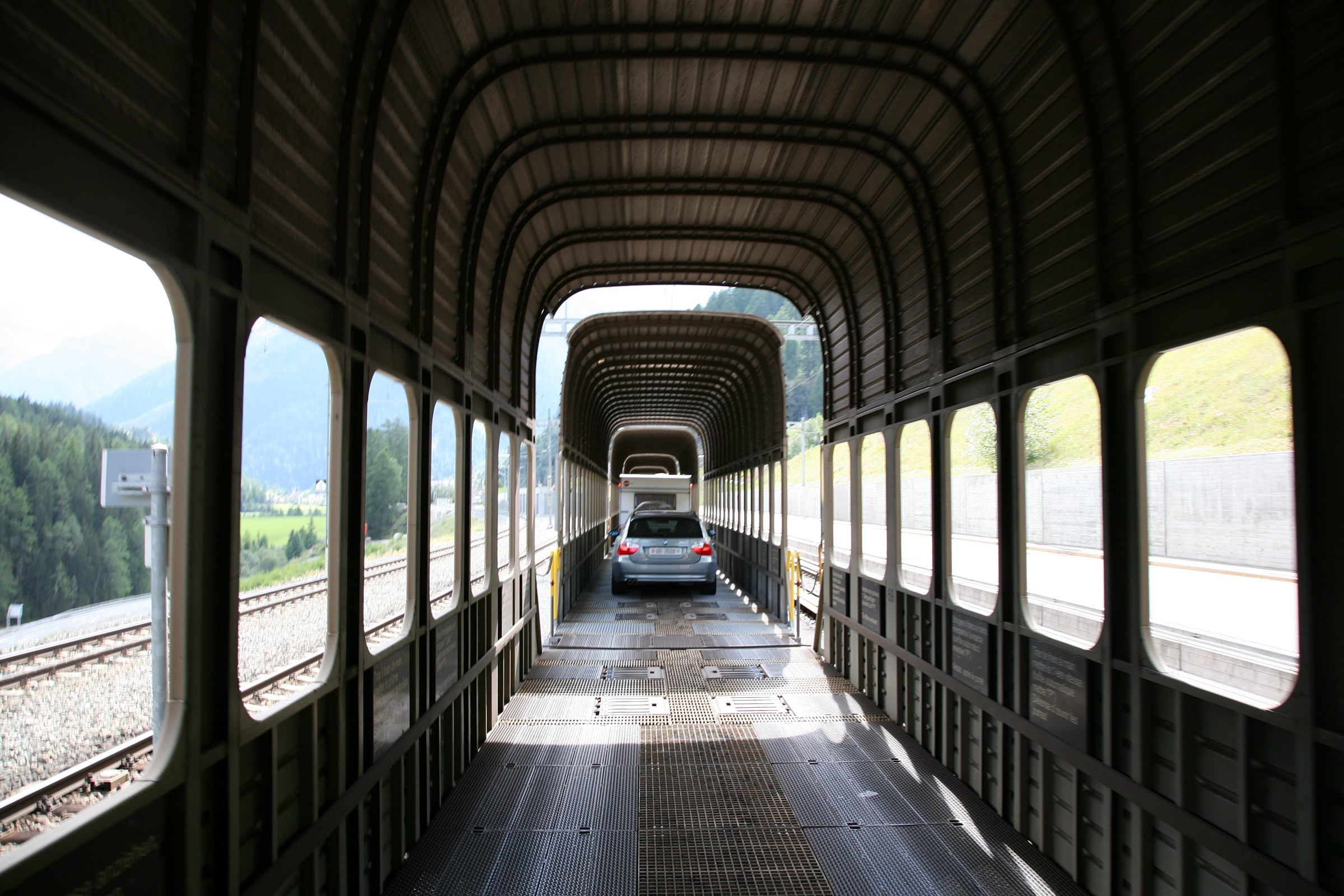
サヤインス駅にてフェライナトンネルのカートレインに乗車している様子